# Eden (Maryland)
Eden es un lugar designado por el censo ubicado en el condado de Somerset en el estado estadounidense de Maryland. En el Censo de 2010 tenía una población de 823 habitantes y una densidad poblacional de 56,51 personas por km².

## Geografía
Eden se encuentra ubicado en las coordenadas 38°16′42″N 75°39′17″O / 38.27833, -75.65472. Según la Oficina del Censo de los Estados Unidos, Eden tiene una superficie total de 14.56 km², de la cual 14.43 km² corresponden a tierra firme y (0.94%) 0.14 km² es agua.

## Demografía
Según el censo de 2010, había 823 personas residiendo en Eden. La densidad de población era de 56,51 hab./km². De los 823 habitantes, Eden estaba compuesto por el 60.39% blancos, el 34.14% eran afroamericanos, el 0.73% eran amerindios, el 0.73% eran asiáticos, el 0% eran isleños del Pacífico, el 1.22% eran de otras razas y el 2.79% pertenecían a dos o más razas. Del total de la población el 2.79% eran hispanos o latinos de cualquier raza.